# Pfarrhaus (Hammelburg)

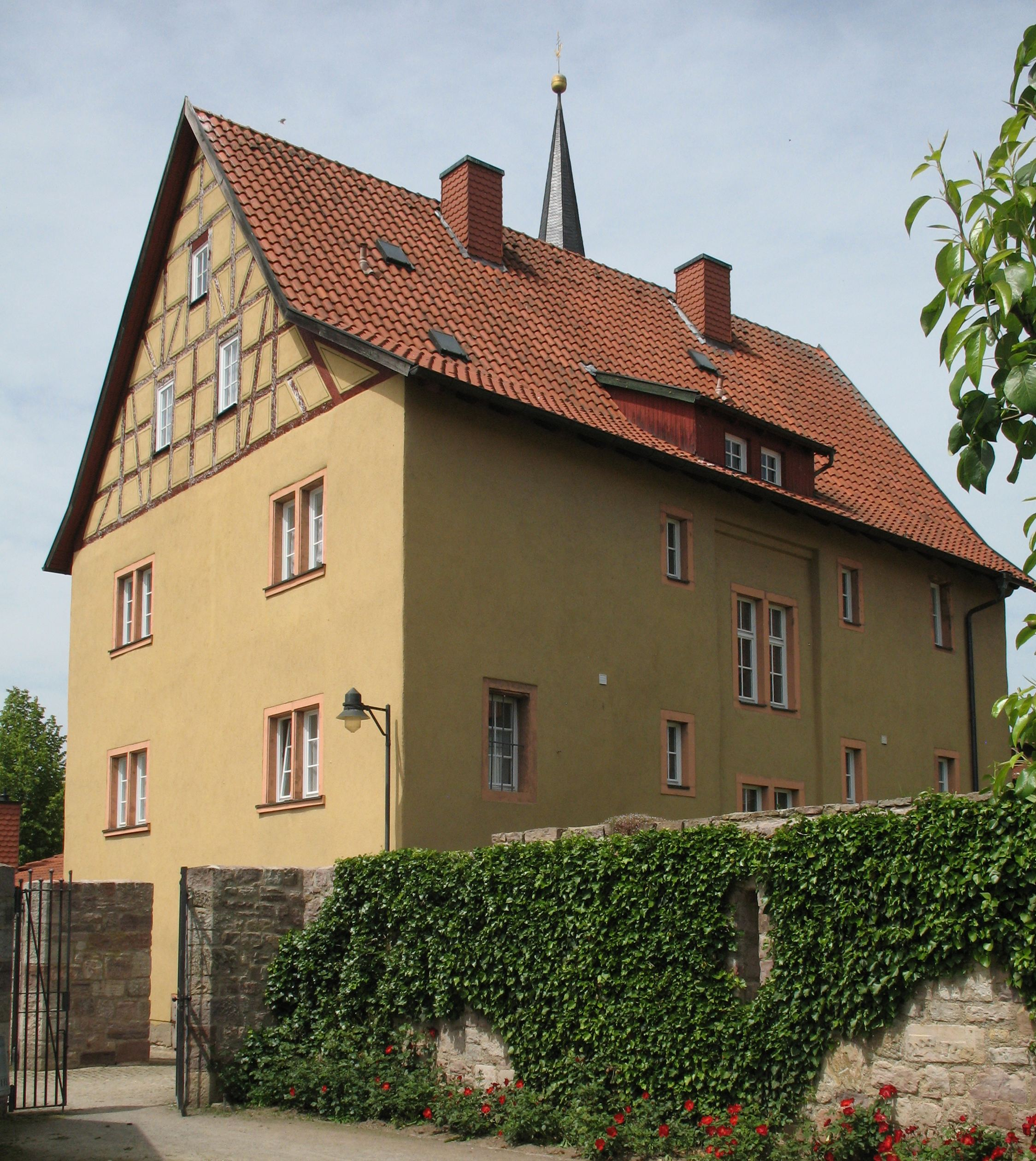
Pfarrhaus in Hammelburg

Das Pfarrhaus in Hammelburg, einer Kleinstadt im unterfränkischen Landkreis Bad Kissingen in Bayern, wurde im Kern 1626 errichtet. Das Pfarrhaus am Oskar-Röll-Platz 3 neben der Pfarrkirche St. Johannes der Täufer ist ein geschütztes Baudenkmal.
Der dreigeschossige, massive Satteldachbau mit Fachwerkgiebel wurde 1985/86 renoviert und umgebaut.